# Androclus (genus)
Androclus is een geslacht van wantsen uit de familie van de Reduviidae (Roofwantsen). Het geslacht werd voor het eerst wetenschappelijk beschreven door Carl Stål in 1863.

## Soorten
Het genus bevat de volgende soorten:

- Androclus borneensis Distant, 1903
- Androclus dilectus Miller, 1956
- Androclus ferus Miller, 1956
- Androclus granulatus Stål, 1863
- Androclus guineensis Villiers, 1963
- Androclus javanus Breddin, 1903
- Androclus meridionalis Miller, 1956
- Androclus occidentalis Miller, 1956
- Androclus pictus (Herrich-Schaeffer, 1848)
- Androclus sahelensis Villiers, 1919
- Androclus seyidiensis Jeannel, 1916
- Androclus stolidus Miller, 1940
- Androclus villosulus Miller, 1948